# Великуша (Окуловский район)
Великуша — деревня в Окуловском муниципальном районе Новгородской области, относится к Котовскому сельскому поселению.

## География
Деревня Великуша расположена на реке Льняной, притоке реки Мсты, и левом берегу реки Мологожи, притока реки Перетны, в 2 км к югу от Мсты.
Расстояние от деревни Великуши до посёлка Топорок — 3 км на восток; до посёлка Котово — 7 км на юг, до города Окуловка — 19 км на юго-запад.

## Население
| 2010 |
| ---- |
| 26   |

## История
Отмечена на картах 1792, 1826—1840.
C начала XIX века до 1918 деревня Великуша была приписана к Заозёрской волости Крестецкого уезда, а в 1918—1927 Маловишерского уезда Новгородской губернии.
Деревня возникла как выставка из соседнего села Перетёнка и принадлежала в XIX веке Анне Петровне Жеребцовой, а потом перешла к княжескому роду Ухтомских. C Ухтомскими связывают основание в Великуше усадьбы.
В середине XIX веке на жившей в Великушах княжне Прасковье Алексеевне Ухтомской женился Иван Осипович Алексеевский — инженер, участвовавший в строительстве проходящей неподалёку Николаевской железной дороги. Их сыновья, Андрей и Александр, унаследовали усадьбу и 25 тысяч десятин земли.
Александр Иванович Алексеевский жил в Великушах, а его брат — Андрей Иванович — в 1897 году вывез из соседней деревни Теребляны (Теребляны 2-е) семь семей и основал деревню Малые Теребляны (Теребляны 1-е) и усадьбу.
В усадьбе в Великушах существовала общедоступная библиотека жены Александра Ивановича — Алевтины Павловны.
В 1908 в деревне Великуша помимо усадьбы было 50 дворов. В 113 домах проживало 238 человек. Имелась часовня.
В 1915, после смерти Александра Ивановича Алексеевского, имение было продано литератору Феоктисту Тимофеевичу Тарасову, который после революции 1917 года основал здесь «Великушскую научную комиссию по систематизации существующих понятий».
В 1926 Тарасов был выселен из усадьбы, его имущество было конфисковано, часть пристроек дома были разобраны и распроданы, библиотека ликвидирована, а парк выпилен. В усадьбу была переведена из посёлкаТопорок начальная школа, которая в 1932 году была преобразована в неполную среднюю школу. В 1980 Великушская восьмилетняя школа была упразднена, а пустующее здание разрушилось.
Деревня Великуши относилась к Топорковскому сельсовету. В 2005 вошла в Котовское сельское поселение.

## Транспорт
Ближайшая ж/д станция расположена в посёлке Топорок. У северной части деревни проходит из посёлка Топорок в деревню Теребляны 2-е, а с южной стороны есть дорога до деревни Перетёнка Вторая.